# Limnophyes vrangelensis
Limnophyes vrangelensis är en tvåvingeart som beskrevs av Makarchenko 2001. Limnophyes vrangelensis ingår i släktet Limnophyes och familjen fjädermyggor. Inga underarter finns listade i Catalogue of Life.